# Общероссийская олимпиада школьников по основам православной культуры
Олимпиада «Основы православной культуры» (полное название Общероссийская олимпиада школьников «Основы православной культуры») — ежегодная олимпиада по комплексу предметов, связанных с изучением истории и культуры православия. В ней участвуют учащиеся 4-11 классов всех видов образовательных учреждений. Время проведения: с 1 сентября по 1 апреля (с 2008—2009 года). Она проходит в три этапа: школьный, муниципальный, региональный. Организацией олимпиады занимается Православный Свято-Тихоновский гуманитарный университет (ПСТГУ).
Предмет «Основы православной культуры» включён Министерством образования и науки в число школьных «олимпийских» дисциплин. Олимпиада входит в перечень предметных олимпиад школьников, что дает победителям и призерам существенные льготы при поступлении в вуз по профильному предмету или направлению высшего образования («История» или «Теология»).
Школьный этап проводится в сентябре-ноябре. Работы участников проверяет жюри олимпиады на местах. Муниципальный этап, в котором принимают участие школьники, ставшие победителями и призерами школьного этапа, проводится в ноябре-декабре. Региональный этап проводится в феврале. В региональном этапе принимают участие школьники, ставшие победителями и призерами муниципального этапа. Региональный этап согласно Положению является заключительным этапом, так как по его итогам определяются льготы победителям и призерам. 
Первая Общероссийская олимпиада школьников «Основы православной культуры» прошла по благословению Святейшего Патриарха Алексия II, при поддержке Министерства образования РФ и Совета ректоров России в 2008—2009 учебном году. Организация, информационное обеспечение и проведение олимпиады были возложены на ПСТГУ.
Святейший Патриарх Московский и всея Руси Кирилл награждал 29 апреля 2009 года победителей первой олимпиады и благословил ежегодное проведение этого образовательного проекта. 
Олимпиада проводится ежегодно при поддержке Министерства образования и науки РФ, Министерства Просвещения РФ, Российского Союза ректоров, Российского совета олимпиад школьников, Синодального отдела религиозного образования и катехизации РПЦ.